# Jenaro Díaz
Jenaro Díaz Fernández (Oviedo, Asturias, 3 de abril de 1971) es un entrenador español de baloncesto. Actualmente es director deportivo del CB Clavijo de la Liga LEB Plata. Es considerado uno de los mejores entrenadores asistentes del baloncesto europeo.

## Trayectoria
Jenaro Díaz tiene un amplio currículum con más de 150 partidos de experiencia como entrenador ayudante de la selección española, a la que está estuvo vinculado desde 2004 a 2017, trabajando mano a mano con técnico como Mario Pesquera, Pepu Hernández, Aíto García Reneses o Sergio Scariolo. Así, Díaz participó en 3 Juegos Olímpicos, 3 Campeonatos del Mundo, 4 Campeonatos de Europa. Con la selección española masculina obtuvo grandes éxitos como la medalla de oro en el Campeonato del Mundo de Japón 2006, las medallas de plata en los Juegos Olímpicos de Pekín 2008 y Londres 2012 o las medalla de oro en los Eurobasket de Polonia 2009 y Lituania 2011.
Fue entrenador asistente en el Real Madrid con Joan Plaza, donde logró el campeonato de Liga ACB y la ULEB Cup en la temporada 2006- 07.
También sería entrenador ayudante de Rimas Kurtinaitis en el BC Khimki con el que conseguiría de diversos títulos como la VTB United League en la temporada 2010-11, la Eurocup en la campaña 2011-12 y este mismo título en la temporada 2014-15.
En agosto de 2017, se convierte en entrenador del CB Clavijo para entrenar en la Liga LEB Oro durante la temporada 2017-18. Pese a no mantener el equipo en la segunda división del baloncesto español, en mayo de 2018, renueve contrato con el club riojano para dirigir al CB Clavijo en Liga LEB Plata la temporada 2018-19.
En la temporada 2023-24, dirige al conjunto riojano en la Liga LEB Oro, no pudiendo evitar el descenso de categoría. En mayo de 2024, tras certificarse su descenso deja el banquillo y firma como director deportivo del conjunto riojano.

## Palmarés

### Selección de baloncesto de España
- Eurobasket. Oro. 2009, 2011.
- Eurobasket Plata 2007.
- 1 Copa Mundial de Baloncesto. Oro. 2016
- Juegos Olímpicos. Plata. 2008, 2012
- Juegos Mediterráneos. Bronce. 2015

### Real Madrid
- Liga ACB 2007
- ULEB Cup 2007

### BC Khimki
- VTB United League 2011
- Eurocup  2012
- Eurocup  2015